# 2135 Aristaeus
2135 Aristaeus (1977 HA) là một tiểu hành tinh Apollo được phát hiện ngày 17 tháng 4 năm 1977 bởi E. F. Helin và S. J. Bus ở Đài thiên văn Palomar. Nó được đặt theo tên con trai của Apollo và Cyrene.